# مانفرد ساپف
مانفرد ساپف (به آلمانی: Manfred Zapf) بازیکن فوتبال و مدافع اهل آلمان شرقی بود که از سال ۱۹۶۹ میلادی عضو تیم ملی فوتبال آلمان شرقی بوده‌است. وی در ۱۶ بازی ملی حضور داشته و در بازی‌های ملی‌اش گلی به ثمر نرساند. مانفرد ساپف آخرین بازی ملی خود را در سال ۱۹۷۵ میلادی انجام داد.